# Calosoma haydeni
Calosoma haydeni är en skalbaggsart som beskrevs av Horn. Calosoma haydeni ingår i släktet Calosoma och familjen jordlöpare. Inga underarter finns listade i Catalogue of Life.